# Brandon Jacobs
Brandon Christopher Jacobs (* 6. Juli 1982 in Houma, Louisiana), Spitzname „Big Meat“, ist ein ehemaliger US-amerikanischer American-Football-Spieler auf der Position des Runningbacks. Er spielte bei den New York Giants und San Francisco 49ers in der National Football League (NFL). Mit den Giants gewann er zweimal den Super Bowl (Super Bowl XLII und XLVI).

## Karriere

### High School
Schon an der Assumption High School in Napoleonville, Louisiana, war Brandon Jacobs ein überdurchschnittlicher Spieler, sowohl körperlich, als auch spielerisch. In seiner gesamten High-School-Zeit erzielte er acht Touchdowns bei einem Kickoff-Return. In seinem letzten Jahr erreichte er mit seinen Läufen 3.000 Yards und 38 Touchdowns.

### College
Seine Collegekarriere startete Brandon Jacobs in Coffeyville am Kansas Community College. In seiner ersten Saison erreichte er 1.349 Yards und 17 Touchdowns. Er wechselte dann zur Auburn University. Dort wurde er einer der besten Runningbacks im College Football. In seiner Zeit bei den Auburn Tigers erreichte er im Laufspiel in 72 Versuchen 446 Yards und drei Touchdowns. Nach dem Ende der Collegesaison 2003 wechselte er zu Southern Illinois. In seinem Jahr in Southern Illinois erlief er 992 Yards in 150 Versuchen und erzielte 19 Touchdowns.

### NFL
Er kam in der vierten Runde des NFL Drafts 2005 als 110. Spieler zu den New York Giants. Die Giants drafteten außer Jacobs noch drei weitere Spieler in diesem Jahr: Corey Webster, Justin Tuck und Eric Moore.

#### New York Giants

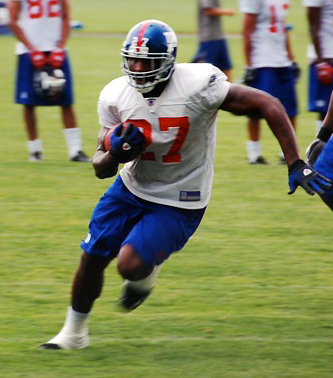
Brandon Jacobs im Trainingscamp 2007

In seiner ersten Saison erzielte er in 38 Versuchen 99 Yards und sieben Touchdowns. Mit dem Rücktritt von Tiki Barber in der Saison 2007 übernahm er die Position des „Starting Runningbacks“. Viele glaubten nicht, dass er Tiki Barber ersetzen könnte, trotzdem setzten die Giants auf ihn. Videos von ihm wurden Youtubehits, weil der athletische Runningback häufig über die Verteidiger wegrannte. Am 3. Februar 2008 trafen die Giants im Super Bowl XLII auf die New England Patriots im University of Phoenix Stadium. Brandon Jacobs lief in 14 Versuchen 42 Yards. Die Giants, die als „Underdog“ galten, gewannen das Spiel 17:14.
Nach der Saison 2011 gewann Jacobs seinem zweiten Super Bowl mit den Giants (Super Bowl XLVI).

#### San Francisco 49ers
Am 28. März 2012 unterschrieb er bei den San Francisco 49ers. Er verpasste auf Grund von einer Knieverletzung während des Trainingscamps die ersten zwei Monate der Saison. Nach seiner Rückkehr wurde er in 2 Spielen nur begrenzt als 3. oder 4. Tailback verwendet. Am 11. Dezember 2012 wurde Brandon Jacobs von den San Francisco 49ers für den Rest der Saison suspendiert, nachdem er wiederholt in sozialen Netzwerken seine Unzufriedenheit über mangelnde Einsatzzeit bei den 49ers äußerte. So postete er unter anderem auf Instagram Fotos von sich in seinem alten Giantstrikot und seinen Super-Bowl-Ringen und schrieb: „I am on this team rotting away so why would I wanna put any pics up of anything that say niners“. Einen offiziellen Grund für die Suspendierung gab das Team nicht an.

#### Rückkehr zu den Giants
Am 10. September 2013 unterschrieb Brandon Jacobs einen Einjahresvertrag bei den New York Giants. In diese Saison spielte er 7 Spiele. Er gab am 3. Januar 2014 seinen Rücktritt nach neun Saisons bekannt.

### Statistik
| Jahr | Versuche | Yards | Durchschnitt | Touchdowns |
| ---- | -------- | ----- | ------------ | ---------- |
| 2005 | 38       | 99    | 2,6          | 7          |
| 2006 | 96       | 423   | 4,4          | 9          |
| 2007 | 202      | 1.009 | 5,0          | 4          |
| 2008 | 219      | 1.089 | 5,0          | 15         |
| 2009 | 224      | 834   | 3,7          | 5          |
| 2010 | 147      | 823   | 5,6          | 9          |
| 2011 | 152      | 571   | 3,8          | 7          |
| 2012 | 5        | 7     | 1,4          | 0          |
| 2013 | 58       | 238   | 4,1          | 4          |

Datenquelle

## Familie
Brandon Jacobs heiratete seine Frau Kim 2005. 2007 kam ihr gemeinsames Kind Brayden Jacobs auf die Welt. Als seine Frau schwanger war, erzielte er einen Touchdown, indem er den Football unters Trikot nahm. Dafür verurteilte ihn die NFL zu einer Strafe von 5000 US-Dollar.